# Jamily
Jamily Oliveira Sampaio (Rio de Janeiro, 3 de julho de 1992) é uma cantora, compositora e musicista brasileira de música cristã contemporânea. Foi revelada no Programa Raul Gil, em 2001, aos 9 anos de idade. Além de fazer shows no Brasil, a cantora também já visitou os Estados Unidos, Portugal, Inglaterra, França, Angola e Moçambique. Com inglês fluente, foi convidada para cantar o Hino Nacional Americano, em um jogo de beisebol, em New Jersey.[carece de fontes?]

## Biografia
Começou a se apresentar como cantora, aos sete anos de idade, na Igreja Universal do Reino de Deus, no bairro onde morava.
Segundo dados da ABPD, a artista já possui 5 discos de ouro, 2 DVDs de ouro, e 1 disco de platina. Nascida na comunidade Ladeira dos Tabajaras, em Copacabana, a cantora passou por muitas dificuldades e situações adversas quando criança, munida somente de fé, sua voz e vontade de vencer. Jamily foi revelada no Programa Raul Gil em 2001, e conquistou seu primeiro disco de ouro com apenas 10 anos de idade, com mais de 100 mil cópias vendidas, na época. Esse álbum também lhe rendeu o “Troféu Talento 2003” nas categorias “Cantora Revelação”, “Música do Ano” , “Melhor Versão” e “Melhor Dueto”, pela faixa “Tempo de vencer”.[carece de fontes?]
Em 2003 lançou, pelo selo Line Records, o CD “Arumbacomballé”. Esse disco foi relançado, nesse mesmo ano, sob o formato de CD e DVD com o título “Jamily - Infantil”, sendo disco de ouro. O CD Conquistando o Impossível, seu 3° CD, lhe rendeu seu primeiro disco de platina. A canção título desse álbum, popularmente conhecida como "Campeão", foi regravada por Luan Santana, entre outros artistas, e é constantemente utilizada em times de futebol e lutadores de MMA, em suas lutas.[carece de fontes?]
Seu quarto CD "A Fé Faz o Herói", foi também um sucesso de vendas, na época ultrapassou a marca de mais de 100 mil cópias vendidas sendo disco de ouro.[carece de fontes?]
Em 2008 lançou o CD/ DVD “Jamily Ao Vivo”, com o qual foi premiada com o “Troféu Talento 2009” na categoria “Álbum Pop e Pop Rock”. Contou com participações especiais dos cantores Robinson Monteiro, Pregador Luo e Xandy, além de ser certificado com CD e DVD de Ouro.[carece de fontes?]
Em 2011 lançou seu sexto CD "Halellujah", seu último CD pela Line Records. O CD vendeu mais de 50 mil cópias vendidas, sendo assim Disco de Ouro, mas nunca recebeu o certificado.[carece de fontes?]
Em 24 de abril de 2012, a cantora assinou contrato com a Som Livre, e lançou o CD Além do que os Olhos Podem Ver, O disco contou com músicas de sua autoria, dentre as quais “Unja-me”, “Me alegro em te adorar”, “Além do que os olhos podem ver” e a faixa "Vem Louvar", que ganhou uma versão em espanhol, “Ven abalar”. Ivan Barreto e Jô Borges também participaram da produção deste disco.[carece de fontes?]
Em 2013 lançou um EP em inglês por título "My Shelter", exclusivamente nas plataformas digitais. No dia 24/09/14, Jamily foi convidada para fazer parte do júri numa temporada no quadro Jovens Talentos, do Programa Rau Gil, que ia ao ar todos os sábados no SBT.[carece de fontes?]
Em 26 de setembro de 2014, Jamily assina contrato com a gravadora Sony Music Brasil e relança o CD Além Do Que Os Olhos Podem Ver.
Em 10 de Junho de 2015, lançou seu 6º disco, inteiramente autoral e intitulado Pai. O álbum foi inicialmente lançado nas plataformas digitais e após no formato físico disponível no site da cantora.[carece de fontes?]
Em 2019, lançou o single "Eu me Refaço", canção autoral.
Em 2020, graduou-se em Produção Músical, pela Universidade Anhembi Morumbi.
Em 2023, lançou a canção "Let Me Try". No mesmo ano se tornou artista plástica autodidata.  
Em 2024, a canção"O Poder é Meu", chega as plataformas digitais. 
Em 2025, recebeu certificado como professora de inglês. 

## Discografia
As informações seguintes foram coletadas do banco de dados da ABPD:
| Ano       | Álbum | Vendas                                   | Certificações                             |
| --------- | --- | ---------------------------------------- | ----------------------------------------- |
| 2001      | Tempo de Vencer - Lançamento: 4 de Julho de 2002 - Formatos: CD - Gravadora: Line Records                                                                                         | - Vendas totais: + 300.000               | - Platina                                 |
| 2003      | Arumbacomballé - Lançamento: 2003 - Formatos: CD - Gravadora: Line Records | - Vendas totais: + 150.000               | - Ouro                                    |
| 2004      | Conquistando o Impossível - Lançamento: 2004 - Formatos: CD - Gravadora: Line Records                                                                                             | - Vendas totais: + 250.000               | - Platina                                 |
| 2007      | A Fé Faz o Herói - Lançamento: 2007 - Formatos: CD - Gravadora: Line Records | - Vendas totais: + 100.000               | - Ouro                                    |
| 2008      | Ao Vivo - Lançamento: 2008 - Formatos: CD - Gravadora: Line Records | - Vendas totais: + 100.000               | - Ouro                                    |
| 2011      | Hallelujah - Lançamento: Janeiro de 2011 - Formatos: CD - Gravadora: Line Records                                                                                                 | - Vendas totais: + 50.000                | - Disco de Ouro, mas não foi certificado. |
| 2012/2014 | Além do que os olhos podem ver - Lançamento: Maio de 2012 - Relançamento: Março de 2014 - Formatos: CD - Gravadora 1º lançamento: Som Livre - Gravadora 2º lançamento: Sony Music | - Vendas totais: 35.000                  |                                           |
| 2015      | Pai - Lançamento: Março de 2015 - Formatos: CD - Gravadora: Independente | - Vendas totais: 1.000 (Tiragem Inicial) |                                           |

### EP's
| Ano  | Álbum                                                                                                  |
| ---- | --- |
| 2013 | My Shelter - Lançamento: 2013 - Formatos: EP / Download digital - Gravadora: Sony Music                |
| 2018 | Deezer Sessions - Lançamento: 2 de maio de 2018 - Formatos: Download digital - Gravadora: Independente |

### Videografia
| Ano  | Álbum                                                                                  | Vendas                    | Certificações |
| ---- | -------------------------------------------------------------------------------------- | ------------------------- | ------------- |
| 2002 | Tempo de Vencer - Lançamento: 2002 - Formatos: DVD - Gravadora: Line Records           | - Vendas totais: + 40.000 | - Ouro        |
| 2003 | Arumbacomballé - Lançamento: 2003 - Formatos: DVD - Gravadora: Line Records            | - Vendas totais: + 30.000 | - Ouro        |
| 2008 | Vem Comigo Clipes - Lançamento: 2008 - Formatos: DVD - Gravadora: Gravadora Vem Comigo | - Vendas totais: + 18.000 | - Ouro        |
| 2008 | Ao Vivo - Lançamento: 2008 - Formatos: DVD - Gravadora: Line Records                   | - Vendas totais: + 35.000 | - Ouro        |

## Premiações[8]

### Troféu Talento
| Ano  | Categoria            | Nomeação          | Resultado |
| ---- | -------------------- | ----------------- | --------- |
| 2003 | Revelação            | Jamily            | Venceu    |
| 2003 | Música do Ano        | "Tempo de Vencer" | Venceu    |
| 2003 | Melhor Dueto         | "Tempo de Vencer" | Venceu    |
| 2009 | Álbum Pop e Pop Rock | Jamily (Ao Vivo)  | Venceu    |